# Музей августинців (Фрайбург)
47°59′38″ пн. ш. 7°51′09″ сх. д. / 47.99388889° пн. ш. 7.8525° сх. д.
Музей августинців (нім. Augustinermuseum) — музей у Фрайбурзі-ім-Брайсгау, Німеччина, розташований у будівлі колишнього августинського монастиря з готичним клуатром. 
Є одним із найважливіших музеїв Верхнього Рейну, з відомою колекцією мистецтва від Середньовіччя до періоду бароко, а також картинами XIX століття. 
Тут також представлені колекції Єпархіального музею Архідієцезії Фрайбурга, який, не маючи власного музею, тісно співпрацює з муніципальними колекціями з 1920-х років. 
Інші важливі бенефіціари «Münsterfabrikfonds» та «Adelhausenstiftung Freiburg».
У будівлі з 2004 року відбувається масштабна реконструкція в три етапи. 
Після років реконструкції колишню монастирську церкву знову відкрито 23 березня 2010 року. 
«Будинок графічної колекції» відкрито у 2016 році як другий етап реконструкції. 
Відкриття колишньої будівлі монастиря, третього етапу реконструкції, заплановано на кінець 2025 року.
Музей історії міста у Вентцингергаузі, розташований на Мюнстерплац, був відділом Августинського музею та його закрили наприкінці 2024 року. 
Предмети, що там експонуються, походять з колекції Августинського музею. 
Очікується, що їх перемістять до музею августинців у 2025 році та представлять в новому відділі історії міста у західному крилі. 
Відкриття заплановано на початок 2026 року.

## Історія
Перша згадка про августинський орден у Фрайбурзі датується 1278 роком. 
 
У той час жебракуючі ченці-августинці оселилися в межах міських мурів Фрайбурга та побудували монастир, від якого музей здобув свою назву. 

Будівля монастиря датується XIV століттям і майже не змінилася навіть під час пізніших реконструкцій та модернізацій. 

Кроквяна конструкція хору, поряд з конструкцією собору, є найстарішою у Фрайбурзі. 

У XVIII столітті будівля зазнала невеликої барокової реконструкції після пожежі. 
Після секуляризації будівля стала муніципальною власністю. 
На початку XIX століття церкву перетворено на театр, а решта кімнат використовувалися частково як казарми, а частково для освітніх цілей. 
Незадовго до Першої світової війни будівлю перетворили на музей. 

Проєкт бере свій початок від планів, розроблених під час каденції мера Отто Вінтерера (1888 — 1913). 
Для колекцій, що перебувають у власності муніципалітету, мала бути створена центральна музейна будівля, заснована в 1864 році як «Муніципальна колекція старожитностей» і з того часу виставлена в різних місцях. 
Після того, як муніципальний театр, який з 1823 року розміщувався в колишній монастирській церкві, переїхав до нової будівлі, завершеної в 1910 році, церкву та монастир мали радикально перебудувати.
Реконструкцію монастиря августинців, задуману Рудольфом Шмідом в 1909 році та розпочату в 1914 році, довелося зупинити в 1915 році через Першу світову війну. 
З 1919 року її продовжував головний будівельний директор Фрайбурга Карл Грубер і музей відкрили в листопаді 1923 року, хоча це суперечило початковим планам щодо значної частини нової будівлі, в якій залишилися б лише церква та інтер'єр монастиря. 
Реконструкція Грубера, з іншого боку, зберегла історичну структуру будівлі та ретельно доповнила її, щоб відновити історичну просторову послідовність монастиря. 
Однак будівельні роботи проводилися тимчасові та з «поганих» матеріалів, оскільки фінансові ресурси міської адміністрації були дуже обмежені після війни. 

У наступні десятиліття, попри неодноразове планування, в приміщеннях мало що змінилося аж до початку ІІ тисячоліття, будівля все більше не відповідала вимогам збереження та безпеки сучасного музею. 
Через забруднення дерев'яними консервантами деякі секції музею тимчасово закрили та зрештою значною мірою стали непридатними для використання. 
Це вплинуло на підлоги, стелі, а також на численні твори мистецтва.
У 1923 році колекцію було відкрито для публіки. 
Спочатку колекція складалася з випадкових пожертвувань мешканців Фрайбурга, але завдяки свідомій зосередженості на регіональному мистецтві вона швидко перетворилася на важливий музей. 

## Експозиції
Західний фасад церковної будівлі отримав новий вхід і виходить на Августинерплац фойє.
У церковній будівлі, реконструйованій Крістофом Меклером, розташована скульптурна зала, центральний простір якої залишається зарезервованим для оригінальних фігур та скульптур із Фрайбурзького собору. 
Панно та дерев'яні скульптури оточують залу у шафах на першому поверсі, а також галерею нагорі. 
Тут можна знайти роботи Маттіаса Грюневальда, Лукаса Кранаха Старшого, Мартіна Шаффнера та Ганса Бальдунга, а також «Христос на віслюку» (1350/60) та низку картин зі Шпаєрського вівтаря майстра Домової книги (близько 1480 року). Середньовічні вітражі з Фрайбурзького собору представлені на двох рівнях. 
Вікна кайзера також можна побачити в темряві з входу на ґанок зовні.
У вівтарній частині колишнього абатства можна побачити скульптури, вівтарі, картини та статуетки епохи бароко. Великі фігури знаходяться у нішах восьмиметрових шафах. 
Вздовж бічної стіни стрічкою простягається вузька чотирнадцятиметрова вітрина. 
У ній розміщено багато статуеток та картин. 
Орган з абатської церкви Генгенбаху, побудований в 1720-х роках, є головною родзинкою музею. 
Власне орган виготовлено місцевою компанією «M. Welte & Söhne» в 1935 році. 
На горищі можна знайти картини XIX століття Франца Ксавера Вінтерхальтера, Ганса Томи, Ансельма Феєрбаха тощо. 
Картини зображують сільську місцевість, портрети, жанрові сцени, алегоричні та релігійні теми. 
Простір, який використовується для демонстрації цих творів мистецтва, має площу близько 1400 м², обладнаний кондиціонерами та доступний для людей з обмеженими можливостями. 
У підвалі розташовано сучасний виставковий зал площею майже 450 м². 
Цей зал дозволяє місту Фрайбург проводити спеціальні виставки згідно міжнародних стандартів збереження. 
Експонати скарбниці знову доступні для публіки з 22 січня 2011 року. 
У скарбниці зберігаються золоті та срібні вироби, виготовлені з IX по XVIII століття. 
Ці предмети є складовою скарбниці Фрайбурзького собору. 
Крім того, тут представлені роботи з колекцій архієпископського єпархіального музею та фонду Адельгаузена.

### Орган
Орган, що складається з історичного корпусу (побудованого в 1732/33 роках) колишньої церкви абатства Генгенбах та церковного органу від M. Welte & Sons (побудованого в 1935 році), знаходиться під охороною пам'яток як витвір мистецтва в цілому і мав бути демонтований під час статичної реконструкції. 
У 2009 році корпус, а також орган повністю відреставрували. 
Після видалення коричневої фарби XIX століття корпус максимально відновлено до його початкового стану. 
Після загальноєвропейського відкритого конкурсу обрали компанію «Waldkircher Orgelbau Jäger & Brommer» для видалення пізніших доповнень до органу та відновлення його початкового тонального стану з 1944 року. 
Орган відкритий для відвідувачів у складі груп до 18 осіб.

### Інші експонати
- «Grablegung der heiligen Ursula», картина близько 1440/50 рр
- «Der Maltererteppich» як частина колекції пізньосередньовічного текстилю (нова виставка 2012 року)
- Твори Діоніса Гантера (1798–1862)

## Бібліотека
Бібліотека музею — публічна довідкова бібліотека, розташована в адміністративній будівлі за адресою Gerberau 15. Вона спеціалізується на сучасному мистецтві, історії мистецтва, фольклорі та декоративно-прикладному мистецтві. Фонди здебільшого доступні через Південно-західну німецьку бібліотечну мережу та онлайн-каталог бібліотеки Фрайбурзького університету. 
Бібліотека відкрита для публіки, і немає жодної плати за користування чи вхід. 